# Hoefijzervaren
De hoefijzervaren (Adiantum pedatum) is een varen uit de lintvarenfamilie (Pteridaceae). Hij is oorspronkelijk afkomstig uit oostelijk Noord-Amerika, maar wordt in gematigde streken frequent als tuinplant aangewend.

## Naamgeving enetymologie
- Duits: Pfauenrad-Frauenhaarfarn
- Engels: Northern maidenhair, Five-finger fern
- Frans: Adiante du Canada

De botanische naam Adiantum is afgeleid van het Oudgriekse 'ἀδίαντος', adiantos (niet-bevochtigd), vanwege de waterafstotende blaadjes. De soortaanduiding komt van het Latijnse 'pedatum' (met voeten), naar de vogelpootvormige bladen van deze varen.

## Kenmerken
De hoefijzervaren is een kleine overblijvende varen met korte, kruipende, geel-bruin geschubde rizomen waaruit verscheidene fijne, tot 40 cm lange en 30 cm brede bladen ontspringen. De bladstelen zijn zeer fijn, aan de basis gegroefd en purper tot zwart gekleurd, en bevatten één V-vormige vaatbundel.
De bladen zijn gaffelvormig vertakt en vervolgens enkelvoudig geveerd, grijsgroen gekleurd en onbehaard. Fertiele en steriele bladen zijn gelijkvormig. De bladsteel is ongeveer even lang als het blad. De zes tot tien geveerde blaadjes van eerste orde zijn langwerpig, met stompe top. De individuele bladslipjes zijn waaiervormig, papierachtige dun, breder dan lang, de voorrand ondiep ingesneden.
De sporenhoopjes zijn ovaal van vorm en liggen aan de toppen van de onderzijde van de bladen, onder de omgerolde bladranden. Er is geen dekvliesje. De sporen zijn rijp in de zomer tot de herfst.

## Habitaten verspreiding
De hoefijzervaren groeit voornamelijk op vochtige, humusrijke bodems in loofbossen. Hij komt van nature voor in het oosten van de Verenigde Staten en Canada, en in Alaska.
A. capillus-veneris (Echt venushaar) · A. cuneatum · A. diaphanum (Smal venushaar) · A. hispidulum · A. macrophyllum · A. pedatum (Hoefijzervaren) · A. peruvianum · A. raddianum (Fijn venushaar) · A. reniforme · A. tenerum · A. trapeziforme · A. venustum · A. viridimontanum · ...